# Oliveira Fortes
Oliveira Fortes é um município brasileiro do estado de Minas Gerais. Sua população recenseada em 2022 era de 2 027 habitantes.

## Formação administrativa
O município de Oliveira Fortes era inicialmente um distrito pertencente ao município de Barbacena e denominado como Santana do Livramento, nome mudado posteriormente para Livramento.
Foi elevado a município com a denominação de Oliveira Fortes, pela lei nº 1039, de 12 de dezembro de 1953 e assim, desmembrado de Barbacena.